# Campeonato Mundial de Futsal de la FIFUSA
El Campeonato Mundial de Futsal de la FIFUSA, oficialmente denominado Campeonato Mundial Masculino Mayor de Selecciones de Fútbol de Salón FIFUSA, es el principal torneo internacional de selecciones masculinas de fútbol de salón (o futsal) organizado por Federación Internacional de Fútbol de Salón (FIFUSA). Es uno de los tres campeonatos mundiales de la disciplina que se disputan actualmente.
Tras un distanciamiento significativo desde 2021 de algunos entes rectores que expresaron su desacuerdo con la gestión de la Asociación Mundial de Futsal, se inició la reactivación de la Federación Internacional de Fútbol de Salón, que hasta el año 2002 fue el ente rector más importante y tradicional del deporte. De este modo, el torneo regresa en 2024 para coexistir con las competiciones homólogas organizadas por la AMF y la FIFA.
El certamen, que tuvo su origen en 1982, fue organizado de manera ininterrumpida por la FIFUSA y se celebraba cada tres años. Sin embargo, la AMF pasó a organizar su propio mundial, que se lleva a cabo cada cuatro años desde 2003, para compensar la ausencia del mundial de la FIFUSA luego de su suspensión de actividades. Con la reactivación de la entidad en 2022, se gestionó una nueva edición del torneo mundial; por ello, en 2023 se otorgó a Colombia la sede del VIII Campeonato Mundial de Selecciones. En el torneo participaron 17 equipos, cuando en un principio se contemplaba la participación de 20. Al final Colombia logró el título ganándole por 2 a 1 a Brasil.
A mediados de 2021 se presentó una división en el fútbol de salón y actualmente existen dos confederaciones que desean regular este deporte compitiendo entre ellas. Una de esas organizaciones mundiales es la Asociación Mundial de Futsal y la otra es la Federación Internacional de Fútbol de Salón generando y naciendo la guerra entre AMF vs. FIFUSA por el dominio del fútbol de salón y también la FIFA hace parte de este conflicto por controlar el fútbol sala.
En 2023 la AMF realizó el Campeonato Mundial de Futsal de la AMF 2023 en México, en 2024 la FIFUSA llevó a cabo el Campeonato Mundial de Futsal de la FIFUSA 2024 en Colombia y en ese mismo año la FIFA por su parte organizó en Uzbekistán la Copa Mundial de Futsal de la FIFA 2024.
Actualmente mientras que en la AMF en la rama masculina el campeón reciente es la Selección de Paraguay , en FIFUSA el campeón actual es la Selección de Colombia  y en FIFA el campeón defensor es la Selección de Brasil .

## Refundación de la FIFUSA
A partir de 2015 surgieron rumores sobre la posibles intentos sobre la refundación de la FIFUSA. Sin embargo solo esos rumores fueron falsos o pudieron ser intentos fallidos que no llevaron a buen puerto 
A mediados del 2022 se habría reactivado la FIFUSA (luego de más de 15 años), lo que podría dar origen a una nueva etapa en este deporte.
En ese año, la FIFUSA volvió con la actividad deportiva con dos torneos continentales de clubes ganados por Barrancabermeja FSC y Bga 400 años Esos dichos torneos se realizaron en Colombia y los dos campeones fueron locales, venciendo a Tuluá SC y Toros del Sinú respectivamente. 
Además el 4 de diciembre de 2023 anunciaron su regreso a la organización de campeonatos mundiales de selecciones masculina mayores, al organizar el campeonato mundial de FIFUSA.

### Mundial Femenino Argentina 2023
En el segundo torneo continental en dónde ganó Bga 400 años, firmaron los directivos con papeles el regreso de la FIFUSA y prometieron realizar el mundial femenino en ese año del 4 al 11 de noviembre de 2022. Para su desgracia ese certamen se postergó por la falta de selecciones.
En 2023 tuvo lugar un supuesto Mundial Femenino en Misiones, Argentina (programado para 2022, pero postergado por falta de equipos). Un periodista uruguayo calificó al torneo de estafa, pues solo participaron 10 selecciones (8 de las cuales fueron no oficiales), estando organizado por dirigentes expulsados de la AMF.
Tres de esas organizaciones estuvieron en la AMF y en el mundial 2019 en misiones las cuales son Argentina (CAFS), Brasil (CSFB) y Francia (AFF). Por otra parte, los equipos de México y Colombia crearon federaciones que tengan la palabra clubes en sus nombres debido a que no cuentan con el aval de sus respectivos gobiernos para representar a los países de México y Colombia en torneos de selecciones nacionales. Lo más curioso e intrigante es que las jugadoras de la AFF no usaron la indumentaria oficial de la organización.
En el caso de Colombia en el 2021 algunos clubes que estaban en contra de las ideas, ejecución y administración de la Federación Colombiana de Fútbol de Salón (FCFS) respaldaron a la Asociación de Clubes de Fútbol de Salón creando su propia liga masculina y femenina. Cuando se reactiva la FIFUSA la nueva organización deportiva pasa a llamarse la Asociación Colombiana de Clubes de Fútbol de Salón para poder representar a Colombia en torneos a nivel de selecciones con el atenuante de que usen la palabra clubes en su confederación ya que el ministerio de deporte colombiano sólo reconoce a la FCFS como la única auténtica legal representante del fútbol de salón a nivel nacional e internacional (AMF).
En el caso de México, la que representó a la selección azteca fue la Asociación Mexicana de Clubes de Fútbol (AMCF) quien usa la palabra clubes ya que legalmente no debe representar a México en torneos de fútbol de salón debido a que la Federación Mexicana de Futsal (AMF) tiene la potestad de hacerlo y tampoco puede representar a México en torneos de fútbol porque el aval lo tiene la Federación Mexicana de Fútbol (FIFA).
Hay otra organización que fue creada de la nada como la de Australia aunque no se sabe si tenga el mismo inconveniente que Colombia y México. Otra teoría es que sea la misma organización (FAF) quien juegue los torneos de AMF y FIFUSA.
Y para concluir, las selecciones de Paraguay, Estados Unidos, Bolivia y Chile dejaron muchísimas dudas con respecto a autenticidad de sus confederaciones y algunas de estas organizaciones deportivas dejaron suspicacias con respecto a las nacionalidades de las jugadoras.

### Mundial Masculino Colombia 2024
El primer mundial masculino que organizaría la nueva FIFUSA sería el Mundial FIFUSA 2024 rivalizando contra el Mundial AMF 2023, lo que pretendería dar inicio a una nueva disputa AMF vs. FIFUSA por el dominio del fútbol de salón. La FIFUSA tendría quince miembros en total, con dos países candidatos para acoger su torneo mundialista. China tendría más posibilidades que Pakistán de ser la anfitriona de este certamen según la información de la FIFUSA. Sin embargo, hay ciertos fuertes indicios de que este mundial podría ser suspendido debido a la falta de selecciones asociaciones miembro en la FIFUSA y todo se decidirá en la reunión que tienen programada en diciembre dónde se tomarían medidas para lidiar con los 3 campeonatos mundiales postergados en menos de un año (Sub-20, Sub-17 y mayores). Al final confirmaron que el mundial mayores se realizará en Colombia a mediados de septiembre.
Después de tantos rumores sobre los clasificados para el mundial masculino, hubo varios equipos supuestamente clasificados con el pasar de los días y fueron las siguientes selecciones;:
- Nueva Zelanda
- Emiratos Árabes Unidos
- Nicaragua
- Alemania
- Suiza

Estos siguientes países fueron anunciados por la FIFUSA como equipos participantes. Sin embargo, sin conocerse la razón por la cual no se presentarán al torneo:
- Paraguay
- India

Al final se dio a conocer por la FIFUSA los 20 equipos clasificados al mundial en Colombia.
- Argentina
- Australia
- Brasil
- Canadá
- Chile
- Colombia
- Costa Rica
- Ecuador
- España
- Estados Unidos
- Francia
- Guatemala
- Haití
- Kenia
- México
- Pakistán
- Panamá
- Perú
- República Checa
- República Democrática del Congo
- Venezuela

## Campeonatos
En este listado se toman en cuenta sólo los mundiales organizados por la FIFUSA, desde su fundación hasta su suspensión (1982-2000), incluidos los organizados por la PANAFUTSAL a nombre de ésta (1991-2000), y desde su reactivación realizada en el 2022.
Para ver los Campeonatos Mundiales realizados por la Asociación Mundial de Futsal entre 2003 y 2019, véase Campeonato Mundial de Futsal de la AMF.
| Año          | Sede                                                                 | Campeón                                                              | Resultado                                                            | Subcampeón                                                           | Tercer lugar                                                         | Resultado                                                            | Cuarto lugar                                                         |
| ------------ | -------------------------------------------------------------------- | -------------------------------------------------------------------- | -------------------------------------------------------------------- | -------------------------------------------------------------------- | -------------------------------------------------------------------- | -------------------------------------------------------------------- | -------------------------------------------------------------------- |
| 1982 Detalle | Brasil                                                               | Brasil                                                               | 1-0                                                                  | Paraguay                                                             | Uruguay                                                              | 0-0 2-1 (p.)                                                         | Colombia                                                             |
| 1985 Detalle | España                                                               | Brasil                                                               | 3-1                                                                  | España                                                               | Paraguay                                                             | 10-3                                                                 | Argentina                                                            |
| 1988 Detalle | Australia                                                            | Paraguay                                                             | 2-1                                                                  | Brasil                                                               | España                                                               | 5-1                                                                  | Portugal                                                             |
| 1991 Detalle | Italia                                                               | Portugal                                                             | 1-1 3-2 (p.)                                                         | Paraguay                                                             | Brasil                                                               | 3-2                                                                  | Bolivia                                                              |
| 1994 Detalle | Argentina                                                            | Argentina                                                            | 2-1 (t.s.)                                                           | Colombia                                                             | Uruguay                                                              | 1-0                                                                  | Brasil                                                               |
| 1997 Detalle | México                                                               | Venezuela                                                            | 4-0                                                                  | Uruguay                                                              | Brasil                                                               | 4-1                                                                  | Rusia                                                                |
| 2000 Detalle | Bolivia                                                              | Colombia                                                             | 3-3 3-1 (p.)                                                         | Bolivia                                                              | Argentina                                                            | 6-6 6-5 (p.)                                                         | Rusia                                                                |
| 2001-2023    | No se disputaron Campeonatos del Mundo por la inactividad de FIFUSA. | No se disputaron Campeonatos del Mundo por la inactividad de FIFUSA. | No se disputaron Campeonatos del Mundo por la inactividad de FIFUSA. | No se disputaron Campeonatos del Mundo por la inactividad de FIFUSA. | No se disputaron Campeonatos del Mundo por la inactividad de FIFUSA. | No se disputaron Campeonatos del Mundo por la inactividad de FIFUSA. | No se disputaron Campeonatos del Mundo por la inactividad de FIFUSA. |
| 2024 Detalle | Colombia                                                             | Colombia                                                             | 2-1                                                                  | Brasil                                                               | Venezuela                                                            | 2-0                                                                  | Argentina                                                            |
| 2027 Detalle | Brasil                                                               | Bandera de ?                                                         | -                                                                    | Bandera de ?                                                         | Bandera de ?                                                         | -                                                                    | Bandera de ?                                                         |

## Palmarés
La lista a continuación muestra a los equipos que han estado entre los cuatro mejores puestos de alguna edición del torneo.
En cursiva, los años en que el equipo logró dicha posición como local.
| Equipo    | Campeón        | Subcampeón     | Tercer lugar   | Cuarto lugar   |
| --------- | -------------- | -------------- | -------------- | -------------- |
| Brasil    | 2 (1982, 1985) | 2 (1988, 2024) | 2 (1991, 1997) | 1 (1994)       |
| Colombia  | 2 (2000, 2024) | 1 (1994)       |                | 1 (1982)       |
| Paraguay  | 1 (1988)       | 2 (1982, 1991) | 1 (1985)       |                |
| Argentina | 1 (1994)       |                | 1 (2000)       | 2 (1985, 2024) |
| Venezuela | 1 (1997)       |                | 1 (2024)       |                |
| Portugal  | 1 (1991)       |                |                | 1 (1988)       |
| Uruguay   |                | 1 (1997)       | 2 (1982, 1994) |                |
| España    |                | 1 (1985)       | 1 (1988)       |                |
| Bolivia   |                | 1 (2000)       |                | 1 (1991)       |
| Rusia     |                |                |                | 2 (1997, 2000) |

## Tabla general histórica
Se suman las estadísticas de los mundiales organizados por la FIFUSA original (1982-1988), la PANAFUTSAL (1991-2000) y la FIFUSA reciente (2024-act).
| Pos. | Equipo                          | Pts | N.º | J  | G  | E | P  | GF  | GC  | Dif. | Rend.  |
| ---- | ------------------------------- | --- | --- | -- | -- | - | -- | --- | --- | ---- | ------ |
| 1    | Brasil                          | 97  | 8   | 60 | 46 | 5 | 9  | 360 | 85  | +275 | 72,60% |
| 2    | Paraguay                        | 71  | 6   | 43 | 34 | 3 | 6  | 233 | 74  | +159 | 83,75% |
| 3    | Colombia                        | 67  | 6   | 43 | 31 | 5 | 7  | 241 | 66  | +175 | 80,98% |
| 4    | Argentina                       | 67  | 8   | 54 | 31 | 5 | 18 | 203 | 144 | +59  | 68,24% |
| 5    | Uruguay                         | 60  | 7   | 45 | 27 | 6 | 12 | 145 | 78  | +67  | 62,30% |
| 6    | España                          | 58  | 7   | 45 | 26 | 6 | 13 | 188 | 94  | +81  | 61,36% |
| 7    | Venezuela                       | 47  | 4   | 30 | 22 | 3 | 5  | 145 | 45  | +100 | 55,5%  |
| 8    | Bolivia                         | 41  | 4   | 29 | 19 | 3 | 7  | 162 | 60  | +102 | 60,22% |
| 9    | Portugal                        | 36  | 5   | 31 | 16 | 4 | 11 | 110 | 65  | +45  | 58,06% |
| 10   | Rusia                           | 26  | 3   | 22 | 10 | 6 | 6  | 91  | 53  | +38  | 58,97% |
| 11   | República Checa                 | 25  | 8   | 34 | 11 | 3 | 20 | 91  | 99  | -8   | 38,54% |
| 12   | México                          | 20  | 5   | 26 | 8  | 4 | 14 | 77  | 97  | -20  | 28,57% |
| 13   | Costa Rica                      | 18  | 5   | 32 | 9  | 0 | 23 | 68  | 166 | -98  | 30,88% |
| 14   | Australia                       | 16  | 5   | 23 | 7  | 2 | 14 | 90  | 93  | -3   | 25%    |
| 15   | Bielorrusia                     | 15  | 3   | 18 | 7  | 1 | 10 | 70  | 60  | +10  | 39,65% |
| 16   | Eslovaquia                      | 10  | 3   | 14 | 4  | 2 | 8  | 30  | 51  | -21  | 28,94% |
| 17   | Panamá                          | 8   | 1   | 6  | 4  | 0 | 2  | 33  | 13  | +20  | 66,6%  |
| 18   | Ecuador                         | 6   | 1   | 6  | 3  | 0 | 3  | 28  | 14  | +14  | 50%    |
| 19   | Francia                         | 6   | 2   | 11 | 3  | 0 | 8  | 27  | 52  | -25  | 23,40% |
| 20   | Puerto Rico                     | 6   | 2   | 9  | 3  | 0 | 6  | 18  | 44  | -26  | 33,33% |
| 21   | Israel                          | 6   | 2   | 12 | 3  | 0 | 9  | 25  | 69  | -44  | 34%    |
| 21   | Israel                          | 4   | 2   | 12 | 2  | 0 | 10 | 17  | 77  | -60  | 19%    |
| 22   | Canadá                          | 6   | 4   | 19 | 2  | 2 | 15 | 33  | 99  | -66  | 19,64% |
| 23   | Estados Unidos                  | 6   | 7   | 14 | 4  | 0 | 10 | 23  | 111 | -88  | 26%    |
| 24   | Inglaterra                      | 5   | 2   | 9  | 2  | 1 | 6  | 27  | 64  | -37  | 27,78% |
| 25   | Italia                          | 4   | 3   | 7  | 2  | 0 | 11 | 25  | 73  | -48  | 20%    |
| 25   | Italia                          | 4   | 3   | 7  | 2  | 0 | 11 | 25  | 73  | -48  | 20%    |
| 26   | Chile                           | 4   | 2   | 8  | 2  | 0 | 6  | 13  | 28  | -15  | 40%    |
| 27   | Países Bajos                    | 4   | 2   | 7  | 2  | 0 | 5  | 10  | 39  | -29  | 28,57% |
| 28   | Japón                           | 4   | 5   | 16 | 2  | 0 | 14 | 17  | 135 | -118 | 12,5%  |
| 29   | Unión Soviética                 | 2   | 1   | 3  | 1  | 0 | 2  | 5   | 15  | -10  | 33,33% |
| 30   | Bélgica                         | 2   | 2   | 3  | 1  | 0 | 5  | 24  | 40  | -16  | 33,33% |
| 30   | Bélgica                         | 0   | 2   | 6  | 0  | 0 | 6  | 14  | 48  | -34  | 0%     |
| 31   | Guatemala                       | 2   | 1   | 5  | 1  | 0 | 4  | 7   | 36  | -29  | 20%    |
| 32   | Haití                           | 2   | 1   | 5  | 1  | 0 | 4  | 4   | 37  | -33  | 20%    |
| 33   | Antillas Neerlandesas           | 2   | 1   | 5  | 1  | 0 | 4  | 9   | 73  | -64  | 20%    |
| 34   | Hungría                         | 1   | 1   | 6  | 0  | 1 | 5  | 17  | 53  | -36  | 8,33%  |
| 35   | Nueva Zelanda                   | 0   | 2   | 5  | 0  | 0 | 5  | 5   | 44  | -39  | 0%     |
| 36   | Angola                          | 0   | 1   | 3  | 0  | 0 | 3  | 6   | 10  | -4   | 0%     |
| 37   | Armenia                         | 0   | 1   | 3  | 0  | 0 | 3  | 0   | 6   | -6   | 0%     |
| 38   | Moldavia                        | 0   | 1   | 3  | 0  | 0 | 3  | 11  | 38  | -27  | 0%     |
| 39   | Pakistán                        | 0   | 1   | 4  | 0  | 0 | 4  | 1   | 58  | -57  | 0%     |
| 40   | Kenia                           | 0   | 1   | 4  | 0  | 0 | 4  | 0   | 8   | -8   | 0%     |
| 41   | República Democrática del Congo | 0   | 1   | 4  | 0  | 0 | 4  | 0   | 8   | -8   | 0%     |
| 42   | Marruecos                       | 0   | 3   | 9  | 0  | 0 | 9  | 13  | 91  | -78  | 0%     |

## Participaciones mundialistas
Se han añadido a esta estadística todos los campeonatos del mundo realizados por FIFUSA en su etapa original entre 1982 y 2000, y desde su refundación en el 2022.
| 1.º  | Brasil                          | 8 | 1.º | 1.º | 2.° | 3.º | 4.° | 3.° | CF  | 2.º | Q |
| 2.º  | Paraguay                        | 6 | 2.º | 3.° | 1.º | 2.° | CF  | -   | CF  | -   | - |
| 3.º  | Colombia                        | 6 | 4.º | -   | -   | 2F  | 2.º | CF  | 1.º | 1.º | - |
| 4.º  | Argentina                       | 8 | PF  | 4.º | 2F  | CF  | 1.º | CF  | 3.º | 4.º | - |
| 5.º  | Uruguay                         | 7 | 3.º | 2F  | 2F  | 2F  | 3.º | 2.º | 2F  | -   | - |
| 6.º  | España                          | 7 | -   | 2.º | 3.° | CF  | CF  | 3.º | CF  | CF  | - |
| 7.º  | Venezuela                       | 4 | -   | -   | -   | CF  | CF  | 1.º | -   | 3.º | - |
| 8.º  | Bolivia                         | 7 | -   | -   | -   | 4.° | CF  | 2F  | 2.º | -   | - |
| 9.º  | Portugal                        | 5 | -   | PF  | 4.º | 1.º | 2F  | 2F  | -   | -   | - |
| 10.º | Rusia                           | 3 | -   | -   | -   | -   | 2F  | 4.º | 4.º | -   | - |
| 11.º | República Checa                 | 7 | PF  | 2F  | 2F  | CF  | 2F  | 2F  | -   | OF  | - |
| 12.º | México                          | 5 | -   | -   | -   | 2F  | 2F  | PF  | 2F  | CF  | - |
| 13.º | Costa Rica                      | 8 | PF  | PF  | PF  | NA  | 2F  | CF  | PF  | OF  | - |
| 14.º | Australia                       | 4 | -   | PF  | 2F  | 2F  | -   | -   | PF  | OF  | - |
| 15.º | Bielorrusia                     | 3 | -   | -   | -   | -   | 2F  | CF  | CF  | -   | - |
| 16.º | Eslovaquia                      | 3 | -   | -   | -   | -   | 2F  | PF  | 2F  | -   | - |
| 17.º | Panamá                          | 1 | -   | -   | -   | -   | -   | -   | -   | CF  | - |
| 18.º | Ecuador                         | 1 | -   | -   | -   | -   | -   | -   | -   | CF  | - |
| 19.º | Francia                         | 2 | -   | -   | -   | 2F  | -   | -   | -   | OF  | - |
| 20.º | Puerto Rico                     | 2 | -   | -   | -   | 2F  | PF  | -   | -   | -   | - |
| 21.º | Israel                          | 3 | -   | -   | -   | 2F  | PF  | PF  | -   | -   | - |
| 22.º | Canadá                          | 4 | -   | PF  | PF  | PF  | 2F  | -   | -   | NA  | - |
| 23.º | Estados Unidos                  | 5 | -   | -   | PF  | PF  | PF  | PF  | -   | OF  | - |
| 24.º | Inglaterra                      | 2 | -   | -   | PF  | 2F  | -   | -   | -   | -   | - |
| 25.º | Italia                          | 4 | PF  | -   | PF  | PF  | PF  | -   | -   | -   | - |
| 26.º | Chile                           | 2 | -   | -   | -   | -   | NA  | -   | -   | OF  | - |
| 27.º | Países Bajos                    | 2 | PF  | PF  | -   | -   | -   | -   | -   | -   | - |
| 28.º | Japón                           | 5 | PF  | PF  | PF  | PF  | -   | PF  | -   | -   | - |
| 29.º | Unión Soviética                 | 1 | -   | -   | -   | PF  | -   | -   | -   | -   | - |
| 30.º | Bélgica                         | 2 | -   | -   | -   | -   | -   | PF  | PF  | -   | - |
| 31.º | Guatemala                       | 1 | -   | -   | -   | -   | -   | -   | -   | OF  | - |
| 32.º | Haití                           | 1 | -   | -   | -   | -   | -   | -   | -   | OF  | - |
| 33.º | Antillas Neerlandesas           | 1 | -   | -   | -   | -   | -   | -   | 2F  | -   | - |
| 34.º | Hungría                         | 1 | -   | -   | PF  | PF  | -   | -   | -   | -   | - |
| 35.º | Nueva Zelanda                   | 2 | -   | -   | PF  | NA  | -   | -   | -   | -   | - |
| 36.º | Angola                          | 1 | -   | -   | -   | -   | -   | PF  | -   | -   | - |
| 37.º | Armenia                         | 0 | -   | -   | -   | -   | NA  | -   | -   | -   | - |
| 38.º | Moldavia                        | 1 | -   | -   | -   | -   | PF  | -   | -   | -   | - |
| 39.º | Pakistán                        | 1 | -   | -   | -   | -   | -   | -   | -   | PF  | - |
| 40.º | Marruecos                       | 3 | -   | -   | -   | -   | PF  | PF  | PF  | -   | - |
| 41.º | Kenia                           | 0 | -   | -   | -   | -   | -   | -   | -   | NA  | - |
| 42.º | República Democrática del Congo | 0 | -   | -   | -   | -   | -   | -   | -   | NA  | - |
| 43°  | Perú                            | 0 | -   | -   | -   | -   | -   | -   | -   | NA  | - |

### Ítems
- 1.º= Campeón
- 2.º= Subcampeón
- 3.º= Tercer lugar
- 4.º= Cuarto lugar
- CF= Cuartos de final
- OF= Octavos de final
- PF= Primera fase
- SF= Semifinales
- 2F= Segunda fase
- NA= No asistió (clasificado pero no pudo participar)
- -= No participó
- Q= Clasificado
- Q= Posiblemente clasificado
- QS = Candidato suplente o de emergencia en caso de que alguna selección clasificada no pueda asistir al torneo en cuestión
- Q* = En duda su clasificación
- = Sede

### Mundial FIFUSA 2027
Sudamérica
(6 cupos)